# ヒトヘルペスウイルス6
ヒトヘルペスウイルス6 (Human herpesvirus 6; HHV-6)は、ヒトを主要な宿主とするヘルペスウイルス9種のうち、Human betaherpesvirus 6A (HHV-6A)およびHuman betaherpesvirus 6B (HHV-6B)の2種の総称である。ウイルス学上はともにベータヘルペスウイルス亜科ロゼオロウイルス属に所属させる。

## 歴史

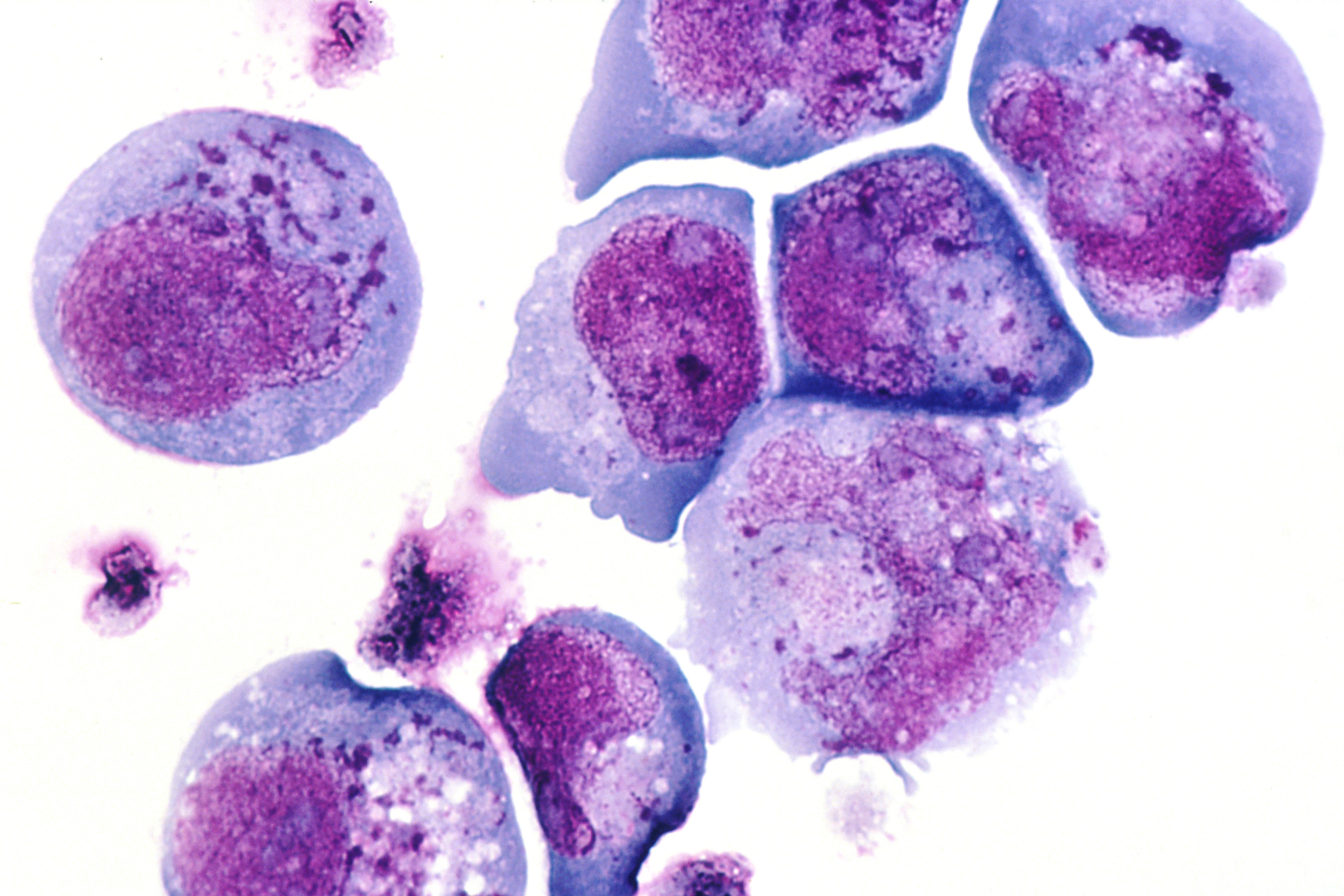
ヒトヘルペスウイルス6に感染し、細胞核や細胞質に封入体が生じている組織像。HE染色。

1986年、ロバート・ギャロの研究チームがエイズや白血病の患者の末梢血由来単核球を培養している過程で、細胞核や細胞内に封入体を生じる大きく屈折性の高い細胞を見出した。電子顕微鏡観察により新奇のウイルスが発見され、Human B-Lymphotrophic Virus (HBLV)と命名された。一連の研究から、彼らはHBLVをヒトヘルペスウイルス6 (HHV-6)と改名した。
まもなくHHV-6は、良く似ているものの区別可能な2つの亜型6Aと6Bに分けられた。HHV-6Aは成人由来であることが多くより神経向性が強いのに対し、HHV-6Bは突発性発疹を呈する乳幼児から検出されることが多い。この2つのウイルスは塩基配列上95%一致している。2012年に公式に2つの種であることが認められた。

## 分類
HHV-6AとHHV-6Bはともにベータヘルペスウイルス亜科ロゼオロウイルス属に所属するが、ヒトを宿主とするロゼオロウイルスとしては他にHHV-7がある。ウイルス学上の学名は長らくhuman herpesvirus 6であったが、2012年に6Aと6Bがそれぞれ独立した種と認められ、その後2015年にhuman betaherpesvirus 6と改名されている。もっとも臨床上human herpesvirus 6（あるいは6A/6B）と呼ぶことは差し支えない。

## 構造
HHV-6のウイルス粒子は直径およそ200 nmである。外側からエンベロープ、テグメント、カプシドという構造をしている。最外層のエンベロープは、ウイルス由来の糖タンパク質を含む宿主由来の脂質二重膜である。カプシドは正二十面体をしており、その内部に直鎖状二本鎖DNAを含んでいる。

## ゲノム

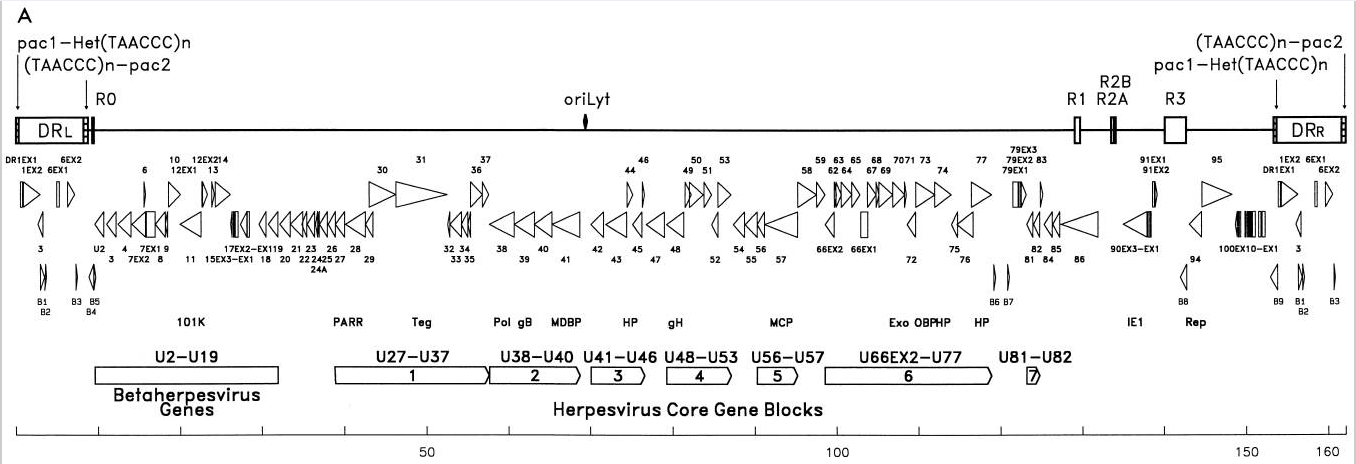
HHV-6Bゲノムの遺伝子配置図

HHV-6のゲノムは直鎖状二本鎖DNAから構成されている。両端に8-10 kbの直列反復配列があり、その内部に143-145 kbのユニークセグメントがある。両端の直列反復配列はDRLとDRRと呼ばれており、ここにpac-1とpac-2という、ヘルペスウイルスに共通の分断・パッケージ化シグナルが含まれている。またここにはヒトのテロメアと同じTTAGGGのくり返しが15回から180回含まれている。ユニークセグメントにはベータヘルペスウイルス科に共通する遺伝子ブロック(U2-U19)と、ヘルペスウイルス目に特徴的な7つのコア遺伝子ブロック(U27-U37, U38-U40, U41-U46, U48-U53, U56-U57, U66EX2-U77, U81-U82)があり、後者にはウイルスゲノムの複製、分断、パッケージ化に関わる保存的な遺伝子群がコードされている。複製起点(oriLyt)はDNA複製の開始する場所である。

## ウイルスの侵入

### ウイルス受容体
HHV-6のウイルス粒子がヒトの細胞に侵入する際には、補体系の制御に関わるCD46を受容体として利用している。CD46分子にはオルタナティブスプライシングによって少なくとも14種のアイソフォームが生じるが、その全てがHHV-6Aに結合しうる。CD46に結合するウイルス側のリガンドは、gH/gL/gQ1/gQ2から成る糖タンパク質複合体である。

### 唾液腺
唾液腺が感染源になると考えられている。

### 白血球
T細胞は特にHHV-6に感受性が高いと考えられている。

### 神経系
150以上の検死例の分析から嗅覚組織においてHHV-6の存在量が多く、ここが中枢神経系への侵入点だと考えられている。これは単純ヘルペスウイルスでの知見とも符合している。とりわけ嗅神経鞘細胞がHHV-6の侵入に重要な役割を演じると考えられている。

## 細胞内での活動
細胞へ侵入したウイルスは2通りの感染様式を示す。

### 活動性感染
活動性感染は、直鎖状のゲノムが環状化することで起きる。この過程は単純ヘルペスウイルスで最初に報告された。環状化のあと"immediate early"遺伝子群が発現し、それが転写活性化因子として働くと推測されている。続いて"early"遺伝子群が発現してウイルス由来DNAポリメラーゼを活性化し、ローリングサークル型複製を引き起こす。その結果、ゲノムが直列に長く繰り返したコンカテマーが形成される。コンカテマーはpac-1とpac-2領域の間で分断されて、個々のウイルス粒子へとパッケージ化される。

### 非活動性感染
新たに感染を受けた細胞の全てでローリングサークル型複製が始まるわけではない。全てのベータヘルペスウイルスは潜伏感染を行うが、HHV-6の場合は環状のエピソームとして潜伏するのではなく、ヒト染色体のサブテロメア領域に組み込まれることで潜伏すると考えられている。これはHHV-6ゲノムの両端の反復配列にテロメア配列が含まれていることで可能になっている。
ヒトの染色体のうち、9、17、18、19、22番に組み込まれることが多く、その他10番や11番にも認められる。おおよそ7000万人がこのように染色体に組み込まれたHHV-6を保持していると推定されている。
この非活動性の潜伏期に特異的に発現する遺伝子がいくつか知られている。これらはゲノムを維持し宿主細胞が破壊されることを防ぐことに関わっている。たとえばU94タンパク質はアポトーシス関連遺伝子を抑制し、テロメアへの組み込みを補助すると考えられている。こうしてテロメアに格納されたウイルスは、断続的に再活性化を行う。

### 再活性化
再活性化の特異的な引き金はわかっていない。傷害や物理的心理的ストレス、ホルモンバランスの不調などが関わると示唆する研究者もいる。ヒストン脱アセチル化酵素の阻害剤で実験的に再活性化を引き起こせるという報告がある。再活性化が起きると、上述のようにローリングサークル型複製によってコンカテマーが形成される。

### 相互作用
HHV-6は基本的にヒトを宿主とし、ウイルスの亜型によっては致死的な疾病を引き起こすこともあるが、片利的に共生しているといえる。一方で、HHV-6はT細胞に共感染することでHIV-1の進展を助長することが示されている。HHV-6はHIV受容体であるCD4の発現を亢進するため、HIVに感受性の細胞を増やすのである。またHHV-6感染によりHIV-1の発現を増強する、TNF-α、IL-1β、IL-8といった炎症性サイトカインの産生が増加することが示されている。さらに、ブタオザルを用いた実験では、HHV-6Aの共感染によって、HIV感染からAIDS発症への進行が劇的に加速されることが示されている。
HHV-6はEBウイルス（HHV-4）の活性化に関与することも示されている。

## 疫学

### 年齢
ヒトは低年齢のうちに、早い場合には出生後1月以内にウイルスを獲得する。HHV-6の初感染はアメリカ合衆国において発熱による新生児救急外来受診の20%に関わるとされ、より重篤な、脳炎、リンパ節腫脹、心筋炎、骨髄抑制といった症状にも関連している。ウイルス保有率は年齢ととも増加し、これは乳児を感染から守っている母体由来の抗体が失われることによると考える者もある。
年齢と血清陽性率の関係には不一致がある。年齢の増加にともない、血清陽性率が減少するという報告、有意な減少はないとする報告、増加するという報告がある。初感染の後、唾液腺や造血幹細胞などで終生潜伏し続ける。

### 地理的分布
HHV-6は世界中に広く分布している。生後13ヶ月における感染率は、アメリカ合衆国、イギリス、日本、台湾で64-83%と高率である。また成人における血清陽性率は、タンザニア、マレーシア、タイ、ブラジルの多様な集団で39%から80%である。同じ場所に住む人々の間では、民族や性による有意な差はない。HHV-6Bは世界中のほとんど全ての集団に存在するのに対し、HHV-6Aは日本、北アメリカ、ヨーロッパではやや少ない。

### 感染経路
ウイルス粒子が唾液中に排出されることが最も多い感染経路だと考えられている。HHV-6BとHHV-7はともに唾液中に見付かるが、前者の方が頻度が低い。HHV-6の唾液中の存在率は3-90%と研究によってばらつきが大きい。ウイルスは唾液腺に感染、潜伏し、時々再活性化して他の宿主へと感染を拡げる。
垂直感染もあり、アメリカ合衆国では出生の1%で起きている。これはウイルスゲノムが個体の全ての細胞に見出されることで簡単に検出できる。

## 臨床的意義
古典的にはHHV-6Bの初感染は高熱の後に発疹を呈する突発性発疹を引き起こすとされる。しかし発疹は必ずしもHHV-6感染の特徴ではなく、HHV-6以外の感染と同程度(10-20%)の患児にしか起こらない。一方で40°Cを越す高熱はHHV-6感染に特徴的で、ほかに倦怠感、過敏、鼓膜の炎症などが挙げられる。
ウイルスの鑑別は、特にHHV-6Bの場合、感染の副作用のために重要になる。この感染を示す発疹のような徴候は、抗生物質を処方された患者では気付かれにくい、なぜなら抗生物質の副作用だと誤解しがちだから。HHV-6Bは突発性発疹だけでなく他の疾患とも関係している。肝炎、熱性けいれん、脳炎など。HHV-6B感染により突発性発疹を呈する患児は3から5日間の発熱、胴体、首、顔の発疹、そして時折熱性けいれんを示すが、これらは常に一緒に出るわけではない。ほとんどの場合子供のうちに感染するため、成人が初感染を受ける事は稀である。しかし成人における初感染ではより重篤な症状を示す傾向がある。
潜伏状態のウイルスは時折再活性化し、アメリカ合衆国の健康な成人からでも20-25%の割合でDNAを検出できる。免疫反応が正常な状態では再活性化しても無徴候に終わるが、免疫抑制状態では深刻な併発症となり得る。HHV-6の再活性化は臓器移植患者では深刻な疾患を引き起こし、移植片拒絶に繋がることもある。またHIV/AIDSのように、HHV-6の再活性化により全身性感染を引き起こし末端臓器障害から死亡に至ることもある。人口のほぼ100%が保有しているとはいえ、たいてい3歳までに感染しており、成人の初感染は稀である。アメリカ合衆国では、HHV-6Aが多く、それはより病原性が高くより神経向性があり、中枢神経系疾患につながるから。
HHV-6は多発性硬化症の患者で報告されているほか、慢性疲労症候群、線維筋痛症、AIDS、視神経炎、がん、側頭葉てんかん、うつ病などの疾患の共役因子としても報告されている。

## 治療
HHV-6感染の治療に対して承認された薬剤はないが、サイトメガロウイルス感染症への治療薬（バルガンシクロビル、ガンシクロビル、シドフォビル、ホスカルネット）は奏効している。これらの薬剤はデオキシヌクレオシド三リン酸と競合してDNA重合を阻害するか、ウイルスのDNAポリメラーゼを特異的に不活化することを狙って投与されている。
HHV-6再活性化が移植手術後に起きた場合の治療法を見つけるのは、移植医療が免疫抑制剤を前提としているが故に困難かもしれない。